# Häpna
Häpna är ett svenskt Stockholmsbaserat skivbolag grundat 1999 av Johan Berthling och Klas Augustsson. Skivbolaget ger främst ut alternativ musik. Alla skivomslag från Häpna bär gemensamma drag och är formgivna av Klas Augustsson. Alla namn, titlar och låtlistor är skrivna med hans handstil. Dessutom förpackas alla skivor i digipack.

## Artister i urval
- Hans Appelqvist
- Anna Järvinen
- Eric Malmberg
- Sagor & Swing
- Tape
- Tenniscoats